# ロソス型潜水艦
ロソス型潜水艦（-がたせんすいかん Losos class submarine）は、ソ連海軍の潜水艇である。
ロソス型はNATOコードネームであり、ソ連海軍の計画名は865型潜水艦（ピラニア）（Подводные лодки проекта 865 "Пиранья"）である。

## 概要
本型は、浅深度の沿岸海域での哨戒活動・機雷敷設・特殊部隊の上陸任務などを想定した超小型潜水艦として構想された。1970年代に、レニングラード海洋工学研究所のマラヒト設計局にて開発が開始された。
船体にチタン合金を採用し、潜航可能深度200mを実現している。乗組員は艦長、航海長、電子機器操作員の3名に加えて、特殊部隊6名の搭乗が可能であった。1984年から建造が開始され、MC-520、MC-521の2隻が完成したが、実用性に欠けると判断され、まもなく退役した。

## 諸元
| 種類       | 特殊潜航艇                                 |
| 建造計画   | 第865号計画                                |
| NATOコード | Losos                                      |
| 基準排水量 | 水上218t、水中390t                         |
| 寸法       | 全長28.2m、全幅4.7m、喫水5.1m              |
| 速力       | 水上6.5ノット、水中6.7ノット               |
| 可潜深度   | 200m                                       |
| 乗組員     | 3名+特殊部隊6名                            |
| 主機       | ディーゼル発動機(220馬力)、電動機(220馬力) |
| 兵装       | 魚雷4本または機雷4個                       |